# Repère nutritionnel journalier
Pour les articles homonymes, voir Repère et GDA.
« RNJ » redirige ici. RNJ est aussi le sigle du Rassemblement national de la jeunesse.
 (janvier 2025).
Si vous disposez d'ouvrages ou d'articles de référence ou si vous connaissez des sites web de qualité traitant du thème abordé ici, merci de compléter l'article en donnant les références utiles à sa vérifiabilité et en les liant à la section « Notes et références ».
Un repère nutritionnel journalier (RNJ), ou Guideline Daily Amount (GDA), est une valeur fournie par l'industrie agroalimentaire afin de permettre le positionnement de la teneur en énergie et en macro-nutriments de boissons et de denrées alimentaires par rapport aux apports nutritionnels conseillés (ANC). 
Les ANC sont basés sur des données scientifiques relatives aux besoins alimentaires et fournissent des indications sur la quantité moyenne de nutriments-clés dont une personne en bonne santé a besoin dans le cadre d’une alimentation saine.

## Historique
Le Royaume-uni est le premier pays, dès 1998, à introduire les RNJ sur l’emballage des denrées alimentaires.[réf. nécessaire]
Au printemps 2007, huit leaders mondiaux et deux acteurs français du secteur agroalimentaire (Coca-Cola, Danone, Kellogg's, Kraft Foods, Masterfoods, Nestlé, Pepsico, Unilever, Monoprix et Orangina Schweppes) ont pris l'initiative[réf. nécessaire] d'harmoniser la communication en matière d'étiquetage des informations nutritionnelles (RNJ) sur les emballages de leurs produits. Ceci en accord avec les recommandations d'une organisation privée nommée la Confédération des industries agroalimentaires de l'UE (CIAA) dont ils sont membres.
La CIAA a décidé de retenir les ANC relatifs aux femmes (2000 kcal) en tant que valeurs moyennes de référence pour les adultes. 

## Principes
Les RNJ utilisent une valeur de référence journalière pour les informations suivantes : la valeur énergétique et la quantité des principaux nutriments : glucides, protéines, lipides (dont: acides gras saturés), sodium (ou sel) et fibres.
- la valeur énergétique est exprimé en kilocalories (kcal) ou kilojoules (kJ) ;
- la quantité des nutriments est exprimée en gramme (g).

Les RNJ fournissent une indication quant à la quantité approximative de chaque nutriment contenue dans une portion type (en gramme) en relation avec la quantité qui devrait être consommée durant une journée (celle-ci est exprimée en pourcentage). Par exemple, une portion de 30 g d'un produit X contenant un total de 40 kilocalories représente 2 % de vos Repères Nutritionnels Journaliers en matière d’énergie. 
Ces informations sur l'énergie et les macronutriments sont données sur la base du volontariat coordonné par l'industrie alimentaire, leur but est de permettre aux consommateurs de mieux comprendre la contribution de chaque produit à leur alimentation quotidienne. Elles figurent soit en complément du tableau d'information nutritionnelle, mais dans une colonne donnant les valeurs pour une portion définie par le fabricant (et non pas pour 100 grammes), soit dans une série de rectangles ou d'ovoïdes avec les valeurs brutes et le pourcentage correspondant, pour une portion - toujours définie par le fabricant. Dans ce cas de l'utilisation des "pastilles", l'ordre des informations est différent et les protéines peuvent être omises, ou même plusieurs informations, seule l'énergie étant intangible. If faut noter que la valeur de la portion est laissée à l'appréciation de l'industriel, ce qui a été une cause de sous-évaluation aux États-Unis. Les valeurs retenues pour les repères comportent une part de simplification et d'imprécision. Les pastilles utilisent parfois des notions obsolètes comme les Calories alimentaires (égales en fait à 1 kcal).
Les enfants ont des besoins différents de ceux des adultes, leurs ANC sont par conséquent différents. Pour le moment le développement des RNJ des enfants fait toujours l’objet de discussion.
Les informations concernant les vitamines et minéraux (micronutriments) sont elles encadrées réglementairement au niveau européen (voir Apports journaliers recommandés).

## Évolution prochaine de la règlementation
Une nouvelle réglementation européenne sera applicable à la fin 2016, avec des nouveautés importantes :
- l'obligation d'imprimer une « déclaration nutritionnelle », c'est-à-dire un tableau d'information nutritionnel pour tous les aliments (avec quelques exceptions: fruits et légumes frais, boissons alcoolisées, etc.)
- la possibilité de donner quelques informations nutritionnelles sélectionnées sur la face avant du produit. Cette information volontaire en « face avant » sera désormais encadrée, et la nouvelle règlementation ne fait pas référence aux RNJ/GDA, mais aux « apports de référence » (AR) ou encore aux « apports quotidiens de référence » (AQR). Il n'y aura que deux options d'indication des AR :
  - valeur énergétique seule
  - valeur énergétique + matières grasses + acides gras saturés + sucres + sel